# Njemačko Carstvo
Njemačko Carstvo – poznato i pod nazivima Carska Njemačka, Drugi Reich ili jednostavno Njemačka – bio je naziv za njemačku državu u vremenu od 47 godina, počevši od proglasa Vilima I. od Pruske, njemačkog cara (18. siječnja 1871.) te završivši abdikacijom Vilima II. (9. studenoga 1918.). Službeno ime države u to doba, Deutsches Reich (Njemački Reich), koristilo se sve do 1943. i ne označava striktno period carske vladavine.
Izraz Drugi Reich (Zweites Reich) ponekad i najbolje označava ovaj period njemačke države. Izraz je uveo Arthur Moeller van den Bruck 20-tih godina 20. stoljeća. Zaključio je da je Sveto Rimsko Carstvo Njemačke Narodnosti bio Prvi Reich, dok je Njemačko Carstvo bilo Drugi Reich. Tom logikom je i nastao izraz Treći Reich koji se danas upotrebljava za Njemačku tijekom Hitlerove vladavine.

## Bismarckovo osnivanje carstva
Njemački nacionalisti pod Ottom von Bismarckom iz korijena mijenjaju svoja stajališta. Naime odjednom počinju zagovarati u to doba liberalna stajališta o ujedinjenju Njemačke. Bismarck je želio ujediniti suparničke njemačke države i usmjeriti njihov konzervatizam u zajedničku njemačku državu s pruskom dominacijom. To je i uspio napraviti nakon tri vojna uspjeha. Drugog Schleswiškog rata protiv Danske 1864., Austrijsko-pruskog rata 1866. u kojem je obranio južne njemačke države od Austrije te Francusko-pruskog rata protiv Drugog Francuskog Carstva od 1870. – 1871. Tijekom opsade Pariza 1871. Sjevernonjemačka konfederacija proglasila ujedinjenje s ostalim njemačkim državama. Službeno proglašenje Njemačkog Carstva objavio je svojim proglasom prvi car novoosnovanog carstva Vilim I. Objava se dogodila, na poniženje Francuza, u dvorani zrcala u dvorcu Versailles u blizini Pariza. Francuzi su ubrzo prestali pružati otpor izgubivši tako rat.

## Zemlje sastavnice carstva
Prije ujedinjenja, Njemačka je bila podjeljena u 39 neovisnih država. Te države su bile kraljevstva, velika vojvodstva, vojvodstva, kneževine, slobodni gradovi i jedan carski teritorij. Kraljevina Pruska bila je najveća samostalna njemačka država, pokrivajući 60% teritorija Njemačkog Carstva. Mnogi povjesničari i danas smatraju da je Bismarckovo ujedinjenje Njemačke bilo zapravo samo proširenje Pruske.
Te države su svoju samostalnost stekle na različite načine. Neke su svoju suverenost dobile raspadom Svetoga Rimskog Carstva, dok su neke to izborile na kongresu u Beču 1815. godine. Teritoriji pojedinih država nisu nužno bili spojeni, neki su postojali u nekoliko dijelova, kao rezultat povijesnog djelovanja, ili u nekoliko slučajeva dijeljenjem vladajućih obiteljskih loza.
| Država                                          | Država                                          | Glavni grad   |
| ----------------------------------------------- | ----------------------------------------------- | ------------- |
| Kraljevstva (Königreiche)                       |                                                 |               |
|                                                 | Pruska (Preußen)                                | Berlin        |
|                                                 | Bavarska (Bayern)                               | München       |
|                                                 | Saska (Sachsen)                                 | Dresden       |
|                                                 | Württemberg                                     | Stuttgart     |
| Velika vojvodstva (Großherzogtümer)             |                                                 |               |
|                                                 | Baden                                           | Karlsruhe     |
|                                                 | Hessen (Hessen)                                 | Darmstadt     |
|                                                 | Mecklenburg-Schwerin                            | Schwerin      |
|                                                 | Mecklenburg-Strelitz                            | Neustrelitz   |
|                                                 | Oldenburg                                       | Oldenburg     |
|                                                 | Saska-Weimar-Eisenach (Sachsen-Weimar-Eisenach) | Weimar        |
| Vojvodstva (Herzogtümer)                        |                                                 |               |
|                                                 | Anhalt                                          | Dessau        |
|                                                 | Brunswick (Braunschweig)                        | Braunschweig  |
|                                                 | Saska-Altenburg (Sachsen-Altenburg)             | Altenburg     |
|                                                 | Saska-Coburg i Gotha (Sachsen-Coburg und Gotha) | Coburg        |
|                                                 | Saska-Meiningen (Sachsen-Meiningen)             | Meiningen     |
| Kneževine (Fürstentümer)                        |                                                 |               |
|                                                 | Lippe                                           | Detmold       |
|                                                 | Reuss, mlađa linija                             | Gera          |
|                                                 | Reuss, starija linija                           | Greiz         |
|                                                 | Schaumburg-Lippe                                | Bückeburg     |
|                                                 | Schwarzburg-Rudolstadt                          | Rudolstadt    |
|                                                 | Schwarzburg-Sondershausen                       | Sondershausen |
|                                                 | Waldeck-Pyrmont                                 | Arolsen       |
| Slobodni hanzeatski gradovi (Freie Hansestädte) |                                                 |               |
|                                                 | Bremen                                          |               |
|                                                 | Hamburg                                         |               |
|                                                 | Lübeck                                          |               |
| Carski teritorij (Reichsland)                   |                                                 |               |
|                                                 | Elzas-Lotaringija Elsaß-Lothringen              | Strasbourg    |

Svaka zemlja sastavnica imala je svoga predstavnika u Carskom savezu (Bundesrat) kao i u Reichstagu. Povezanost između Carskog centra i zemalja članica bili su glatki i razvijali se se na već postavljenoj osnovi. Područje na kojem je njemački car, na primjer, mogao intervenirati u udređenim situacijama nejasnog ili osporenog nasljeđa je bio mnogo debatiran – kao na primjer kod krize Lippe-Detmold nasljedstva.

## Konzervativna modernizacija
Bismarckova unutanja politika odigrala je veliku ulogu u stvaranju autoritativne politike u carstvu. Manje okupiran s jačanjem kontinentalne politike odmah nakon ujedinjenja 1871., njemačka poluparlametarna vlada donijela je relativno jednostavne ekonomske i političke promjene. Temeljite Bismarckove reforme odgurnule su Njemačku na sam vrh svjetskog industrijskog tržišta toga doba. 

### Ekonomija
Proces industrijalizacije je dinamično u Njemačkoj i njemačkim tvornicama počeo osvajati njemačko unutarnje tržište od britanskih proizvoda. Započela je i žestoka bitka njemačkih i britanskih proizvoda izvan granica Njemačke, pretežito u SAD-u. Njemački tekstil i metalna industrija početkom Francusko-pruskog rata nadmašio i zamijenio sve strane, pa tako i britanske proizvode s domaćeg tržišta. Tijekom stoljeća njemačka pogonska industrija je često proizvodila metal za upotrebu i na britanskom slobodnom tržištu. Tijekom Prvog svjetskog rata njemačka ekonomija prebacila je proizvodnju na oružje opskrbljujući tako njemačke vojnike s kvalitetnom opremom koju su trebali na bojnom polju. To uključuje proizvodnju pušaka (Gewehr 98), pištolja (P08 Luger), i teškog oružja (Strojnice, raznovrsnih projektila i nekoliko vrsta teškog i lakog topništva).

### Ideologija
Nakon službenog ujedinjenja Njemačke 1871., Bismarck se posvetio propagandiranju teorije prusionizma pod izlikom ujedinjenja Njemačke. Tomu se suprotstavio službeni Vatikan i papa Pio IX. što ih je dovelo u zaraćene odnose i brojne sukobe.
Bismarckovi glavni ciljevi su bili: Kulturna borba (Kulturkampf), socijane reforme i nacionalno ujedinjenje.
- Kulturna borba - Nakon osinvanja katoličkih njemačkih država na jugu i u nekim dijelovima istoka, katolicizam, koji je zastupala Katolička stranka centra, činila je veliku prijetnju procesu ujednijenja. Južne katoličke države, većinom su bile zemljoradničke države te su pale pod utjecaj seljaštva, radništva, svećenstva, za razliku od sjevernih zemalja koji su bile više razvijene i pod utjecajem aristokratizma. Borba između Bismarcka i utjecaja Katoličke Crkve u južnim zemljama naziva se Kulturna borba. Međutim nakon 1878. Bismarcka s Katoličkom strankom centra je ujedinila borba protiv socijalizma, donoseći kraj kulturnoj borbi.
- Socijalne reforme - Kako bi oslabio utjecaj socijalističkih grupacija i organizacija Bismarck je uveo neke reforme znane kao socijalne reforme. Uveo je zdravstveno osiguranje 1883., osiguranje u slučaju nesreće 1884., invalidninu i starosnu mirovinu 1889. U to doba takva socijalna osiguranja u Njemačkoj bila su najnaprednija u cijelom svijetu, te još i danas postoje u Njemačkoj.
- Nacionalno ujedinjenje - Bismarck je uložio ogroman napor u smanjivanju razlika između njemačkih država. Naime nakon ujedinjenja morao je voditi bitku s njemačkim nacionalistima koji su zagovarali nezavisnost njihovih država.

### Potiskivanje drugih naroda
Jedna od politike ujedinjenja bilo je i eliminiranje nenjemačkih jezika iz javnog života, škola i akademskih ustanova. Nasilna politika germanizacije često je imala obrnut efekt i poticala otpor koji se često izražavao u školovanju kod kuće i u grupiranje u manjinske grupe.
Nacionalistička politika nasilne germanizacija bila je većinom usmjerena protiv poljske manjine u Njemačkom Carstvu. Počela je žestoka bitka Bismarckove vlade protiv Poljaka, Poljacima je davana zemlja u raznim njemačkim kolonijama, dok su u Njemačkoj bili protjerivani. 1888. organizirana je masovna deportacija Poljaka iz njemačkih država što su organizirale njemačke vlasti s Bismarckom na čelu.

## Vilim II.

### Ponovno legimitiziranje carskog trona i Bismarckova ostavka
Carstvo se jako dobro razvijalo pod Bismarckovim vodstvom sve do careve smrti u ožujku 1888. Nakon njegove smrti, Fridrik III njegov sin i nasljednik bio je na vlasti samo 99 dana, nakon što je prijestolje prepustio Vilimu II. Taj događaj je zabilježen kao Godina tri cara (Dreikaiserjahr), tj. u godini dana (1888.) na vlasti su bila tri cara. Vilim II. shvatio je značenje carskog trona i želio ga je očuvati onda kada su monarhije u Europi bile potčinjene i kada su monarsi zapravo imali samo figurativnu vlast. Ambicije Vilima II. i njegova djela dovela su ga u sukob s prvim njemačkim kancelarom Ottom von Bismarckom. Nakon žestokih svađa oko preuzimanja vlasti, Bismarck je posustao i predao vlast Vilimu II. odstupivši s mjesta njemačkog kancelara u ožujku 1890.
Nakon Bismarckovog odlaska s mjesta njemačkog kanclelara, Vilim II. postao je glavni vođa Njemačke. Za razliku od svoga oca Vilima I. koji je većinu poslova, bilo unutarnjih bilo vanjskih, ostavio vladi, Vilim II. se aktivno uključio u njemačku politiku, želeći napraviti dojam pouzdanog i upućenog vladara, i zadržati pravu, a ne figurativnu vlast. Vilim II. je po vlastitoj želji primao ekonomske savjete od Walthera Rathenaua, veoma kontroverzne osobe u njemačkoj politici koja je bila liberal, židov, slobodni zidar i homoseksualac (kojeg su 1922. u atentatu ubili desničarski ekstremisti). Od Rathenaua, Vilim je saznao mnogo o europskoj ekonomiji i industrijskim i financijskim vezama Europe, što mu je mnogo pomoglo da se aktivnije ukljući u politiku.
Na službenim pojavljivanjima i fotografiranjima Vilim II. uvijek je skrivao svoju lijevu ruku koja mu je deformirana još od rođenja. Vilim II. je u svjetskoj povijesti ostao zapamćen po svojoj agresivnoj vanjskoj politici koja je Njemačku dovela u izolaciju nakon Prvog svjetskog rata.

### Unutrašnji poslovi
Tijekom vladavine Vilima II Njemačka više nije bila tako autoritativna zemlja kao pod vlasti Otta von Bismarcka na mjestu njemačkog kancelara. Nasljednici Bismarcka imali su velikih poteškoća kod promjene vlasti, posebice njegovi nasljednici na mjestu premijera Pruske. Prve liberalne promjene uveo je Leo von Caprivi smanjivši time nezaposlesnost. Njegov program liberalizacije Njemačke bio je prihvaćen od strane cara i u većem dijelu njemačkog stanovništva. Jedini protivnici promjeni sustava bili su pruski zemljovlasnici, koji su se bojali gubitka vlasti i moći, stoga su pokrenuli mnoge anticaprijevske kampanje protiv Caprivijevih reforma.
Za vrijeme dok su se pruski aristokrati protivili svim zahtjevima ujedinjenje Njemačke, 1890.-ih nekoliko je pobunjeničkih organizacija stalo protiv konzervativne politike pruskog militarizma i politike prusifikacije koja se polako uvlačila u vanjsku i unutarnju politiku kompletnog Njemačkog Carstva. Neki profesori su uveli program liberalizma u školstvom, pruživši tako alternativu militarizmu i potičući želju za individualnosti i slobodom. Najveću opoziciju monarhiji i njemačkom caru Vilimu II. pružila je novoosnovana stranka SPD (Socijaldemokratska stranka Njemačke) koja je uključivala mnoge ljevičarske ideje među njima i marksizam. Također SPD je bio zagovornik mnogih socijalističkih reformi koje bi oslabile vlast i moć cara, stoga se ta novoosnovana stanka na početku svog djelovanja žestoko sukobila s Vilimom II. Velika njemačka industrija uvela je program socijalne skrbi i zbrinjavanja za svoje radnike sve dok se nisu izjasnili kao socijalisti ili članovi trgovinske unije. Imali su pravo na mirovne, osiguranje u slučaju bolesti čak su bili i stambeno zbrinuti, što je smanjilo socijalne poteškoće.
Vilim II., za razliku od Bismarcka, razriješio je razmjerice između Njemačke i Katoličke Crkve, te je zajedno s Katoličkom Crkvom uložio ogroman trud u borbi protiv socijalizma. Ta politika je propala kada su socijal-demokrati dobili trećinu glasova na izborima 1912. za Reichstag, te tako postala najveća politička stranka u Njemačkoj. Vladu je međutim ipak bila sastavljena od koalicije desničarskih stranaka koje je podupirao car i Katolička Crkva. Nakon sastavljanja vlade usljedilo je porast nacionalizma i militarizma, koji je izazvao bježanje Nijemaca u strane države kako bi izbjegli vojnu službu. Većina njih pobjegla je u SAD.
Tijekom Prvog svjetskog rata, točnije 1916., Vilimova moć se razdijelila se u dva dijela. Pravu vlast je preuzeo zapovjednik Njemačkog vrhovnog vojnog zapovjedništva i budući predsjednik Njemačke (Weimarske Republike) Paul von Hindenburg  i budući nacist Erich Ludendorff. Car više nije bio glavna ličnost u njemačkoj politici, već je imao samo figurativnu vlast koju je obnašao sljedeće dvije godine, sve do abdikacije 1918. s mjesta njemačkog cara.

### Vanjski poslovi
Vilim II. želio je stvoriti Njemačkoj "mjesto pod suncem", pa je kao i Velika Britanija počeo stvarati kolonijalne posjede širom Afrike i Pacifika. Kako je većina afričkog teritorija već bila od prije kolonizirana, Njemačka nije imala lagan zadatak. Preuzeli su sve nekolonizirane države u Africi stvorivši tako Njemačko Jugozapadnu Afriku (Namibija), Njemački Kamerun (Kamerun) i Njemačku Istočnu Afriku (Tanzanija). Njemačka je također dobila neke otoke u Pacifiku. Kinesku luku Qingao, koja je bila konkurentska luka britanskom Hong Kongu i portugalskom Macau. Afričke kolonije stvarale su nekakav profit Njemačkoj, dok od pacifičkih otoka nije bilo velike ekonomske koristi. Služili su samo za širenje njemačkog jezika i utjecaja u svijetu. Njemačka, koju je financirala Njemačka banka (Deutsche bank), uključila se u projekt izgradnje Bagdadske željeznice (1900. – 1911.) zajedno s Osmanskim Carstvom, što je pokrenulo stvaranje njemačkih luka na Bliskom istoku. Stvaranje Bagdadske željeznice podupirala je i Velika Britanija, koja je vjerovala da će tim činom povećati trgovinu između njihove zemlje i Njemačke. Međutim kako je vrijeme prolazilo, Britanci su uvidjeli da njemački napori u pokušavanju povećavanja svog utjecaja na Bliskom istoku dovode do smanjivanja britanskog utjecaja, stoga su britanci zatražili obustavu radova na Bagdadskoj željeznici. Zahtjev su prihvatili Njemačka i Osmansko Carstvo. Bismarck je doduše imao drugačiju politiku te se protivio kolonizaciji. Smatrao je da će Njemačka dobiti međunarodnu moć dominiranjem u Europi i stvaranjem Njemačke srednje Europe (Mitteleuropa) te tako preuzeti neke dijelove teritorija Ruskog Carstva, što bi stvorilo dovoljne ekonomske resurse i ostvarilo profit. Vilimovi napori za kolonizacijom nekoliko slobodnih teritorija u Africi i na Pacifiku naišlo je na velike kritike njemačkih nacionalista i budućeg nacističkog vođe Adlofa Hitlera, što je propustio napraviti Njemačko Carstvo koje bi se temeljilo samo na europskim teritorijima.
Njemački kolonijalizam Vilima II. upleo je Njemačku u brojne sukobe. Prvi sukob dogodio se tijekom Bokserskog ustanka u Qingdaou. Kineski civili protestirali su protiv njemačke vlasti u toj pokrajni. Na taj čin car je odgovorio veoma brzo oružanim napadom, govoreći da Kinezi moraju zapamtiti njemačku moć i silu na isti način kako su europski narodi zapamtili Hune. Ta careva izjava upotrebljena je mnogo puta u Prvom i Drugom svjetskom ratu za ismijavanje Njemačke i njemačkog naroda. Drugi slučaj je bio kada je nasilna njemačka politika dva puta skoro prouzročila rat s Francuzima oko pitanja Maroka.
Njemački kolonijalizam isto je rezultirao mnogim neslavnim potezima. Kao što su brojni genocidi u Njemačkoj Jugozapadnoj Africi (današnja Namibija), posebice onaj nad plemenima Herero i Nama. Nakon preuzimanja jugozapadne Afrike, njemački bijeli doseljenici naselili su se na zemlju afričkih plemena Herero i Nama, u cilju da ih potlače i stave u rezervate. Pripadnici plemena Herero i Nama postali su robovska snaga, dok je njihova zemlja iskorištavana kao vrijedan resurs, osobito za vađenje vrijednih kamenja i dijamanata. 1903. i 1904. pripadnici plemena Herero i Nama pobunili su se protiv njemačkih vlasti u istočnoj Africi. Kao odgovor na pobunu, Vilim II. poslao je njemačkog vojnog zapovjednika Lothara von Trothu u jugozapadnu Afriku kako bi prognao pripadnike plemena Herero iz istočne Afrike. Von Trotha je dao ultimatum plemenu Herero.
Ja, veliki general njemačkih trupa, šaljem ovo pismo pripadnicima plemena Herero... Svi pripadnici plemena Herero moraju napustiti ovu zemlju... Ako bilo koji pripadnik plemena bude pronađen unutar njemačkih granica, s oružjem ili bez njega, s domaćom životinjom ili bez nje, bit će ustrijeljen. Više neću primati žene ili djecu; nego ću ih odvesti natrag u pleme te ubiti. To je moja odluka za sve pripadnike plemena Herero.
Ukupno, oko 65 000 pripadnika plemena Herero (80% cjelokupne populacije plemena Herero) i 10 000 pripadnika plemena Nama (50% cjelokupne populacije plemena Nama) je likvidirano ili je umrlo tijekom njemačke vladavine u Africi. Njemačko Carstvo opravdavalo je akciju svijetu, govoreći da pripadnici plemena Herero nisu bili pod zaštitom Ženevske konvencije o ljudskim pravima, što su Nijemci shvatili kao da pripadnici plemena Herero i Nama nisu ljudi, nego "podljudi". Ova metoda dehumanizacije i oduzimanja ljudskih prava bit će osnova Adlofu Hitleru i Nacističkom režimu za progon Židova i ostali "nižih rasa". Međutim, nasuprot Trećem Reichu, Njemačko Carstvo nije sve crnce smatrala nižim rasama. Dapaće nekoliko domorodaca koji su prihvatili Kršćanstvo su postali dijelom njemačke kolonijalne vojske, zvana Askaris. Genocid je bio posebno uperen prema pripadnicima plemena Herero i Nama iz Njemačke Istočne Afrike, kako bi uplašili tamošnje domorodačko stanovništvo i zaustavili ih u svakoj daljnjem pokušaju pobune. Ujedinjeni Narodi priznali su i potvrdili ovaj genocid 1985., kao posljedica toga 2004. uz njemačka vlada je osudila sve zločine koje je počinilo Njemačko Carstvo.
Njemačke razmjerice s Francuskom i podupiranje Austro-Ugarske okupacije Bosne i Hercegovine 1908., uništilo je dobre veze Njemačke s Rusijom, potencijalnim saveznikom u borbi protiv Britanske prevlasti. Nakon što su se Britanci i Rusi usuglasili protiv njemačke agresivne vanjske politike i riješili razmjerice s Francuskom, Njemačka je ostala izolirana i uz jedinog odanog saveznika Austro-Ugarsku. Također se Austro-Ugarska isto tako oslanjala na Njemačku kao na jedinog pravog saveznika te je ovisila o njemačkoj potpori etničkom nacionalizmu u multietničkom Austro-Ugarskom carstvu. Njemački drugi saveznik Italija vidila je mnogo više profita u preuzimanju velikog dijela hrvatske obale, koja je u to doba bila u sklopu Austo-Ugarske, nego u savezništvu s Njemačkom.

## Prvi svjetski rat i kraj Carstva
Nakon atentata na austro-ugarskog predstolonasljednika Franju Ferdinanda koji je počinio bosanski srbin Gavrilo Princip, car Vilim II. ponudio je austrijskom caru Franji Josipu punu pomoć i podršku austrijskom planu o napadu na Srbiju, koju su krivili za atentat. Nakon što je Srbija odbila zahtjev Austro-Ugarske da austijski istražitelji istraže sljučaj atentata, Austro-Ugarska je započela invaziju na Srbiju. Njemačka nije očekivala rat, a i misila je ako i rat izbije da će biti na regionalnoj razini, između Austro-Ugarske i Srbije u koju bi se eventualno uključila Rusija. Nakon što je Njemačka stala uz Austro-Ugarsku, a Francuska i Britanija uz Rusiju, bilo je očigledno, ako rat izbije, da će se Europa suočiti s najvećim ratom do tada.
Njemačka je krenula u rat ciljajući na svog glavnog protivnika, Francusku. Njemačka je u Francuskoj vidjela glavnu prijetnju na Europskom kontinentu, koja bi se mogla brže mobilizirati od Rusije i preuzeti jezgru njemačke industrije u Porajnju. Za razliku od Britanije i Rusije, Francuzi su se uključili u rat prije svega zbog osvete Njemačkoj, posebno, zbog gubitka Elzasa i Lotaringije 1871. Njemačko vrhovno zapovjedništvo znalo je da Francuzi skupljaju vojsku za ulazak u Elzas-Lotaringiju. Njemačka nije htijela riskirati dugačkim bitkama uz njemačko-francusku granicu te je umjesto toga prihvatila Schlieffenov plan, vojni plan smišljen tako da izbjegne naporne bitke uz njemačko-francusku granicu. Njemačka vojska je ušla je kroz zemlje Beneluksa u Francusku, spuštajući se prema Parizu i opkolila te je brzo pobijedila francusku vojsku na francusko-njemačkoj granici. Nakon poraza Francuske vojske, Njemačka se okrenula prema Rusiji. Međutim Francuzi su i nakon poraza svoje vojske pružali žestok otpor braneći njihov glavni grad, Nijemci su se morali povući nakon Prve bitke na Marni.
Nakon njemačkog neuspjeha u Prvoj bitci na Marni njemačka ideja o brzoj pobjedi je propala i počelo je dugotajno ratovanje u rovovima. Daljni pokušaji prodora u dublji francuski teritorij, propali su nakon dvije bitke kod Ypresa s velikim žrtvama na obje strane. Njemački zapovjednik vrhovnog štaba Erich von Falkenhayn odlučio je odustati od Schlieffenovog plana i umjesto toga usredotočiti se na dugotrajni i naporan rovovski rat s Francuskom. Falkenhayn se usredotočio na drevni grad Verdun. Razlog je bio taj što su je grad Verdun bio grad heroj i francuski ponos u Francusko-pruskom ratu, stoga je znao da će se Francuzi pobrinuti da Verdun ostane slobodan. 1916., kada je počela bitka za Verdun počela, francuske postrojbe počeli su zadobivati teške udarce. Prvo je njemačka vojska trovala franucske vojnike otrovnim plinovima, a nakon toga izravnim napadom još bi više naudila njihovom stanju. No bitka se tijekom vremena ohladila, stoga je opet sve prešlo u iscrpljujući rovovski rat koji je samo zadržavao njemačke vojnike u Francuskoj dok su Rusi bili sve bliže istočnoj Pruskoj. Unatoč tome što su francuski gubitci bili puno veći od njemačkih francuski vojnici na bojištu dobivali su stalnu podršku u ljudstvu, što je Nijemcima otežavalo zauzimanje Verduna. Nakon što je na mjesto Falkenhayna došao budući nacist Erich Ludendorff, shvatio je da je bitka kod Verduna uzaludna i da tako njemačka samo gubi u ljudstvu i na vremenu, stoga je naredio povlačenje svojih trupa u prosincu 1916. godine.
Dok je stanje na zapadnom frontu bilo beizlazno, borbe na istočnom frontu često su završavale njemačkom pobjedom. Jako loše organizirana i naouržana ruska vojska nije bila u mogućnosti pobijediti podosta dobru organiziranu njemačku vojsku, stoga su je Nijemci uspješno širili na istok. Njemačka je profitirala iz unutrašnjih političkih sukoba u Rusiji, stoga je 1916. osigurala ruskom komunistu Vladimiru Lenjinu siguran put kroz njemačku na putu u Rusiju. Nijemci su smatrali da će Lenjin prouzročiti daljnje političke nerede u Rusiji, te da Rusija nakon toga više neće biti sposobna ratovati, te da će njemačka vojska pobijediti na istočnom frontu, što bi ujedno dovelo i do prebacivanja velikog broja vojnika s istočnog fronta na zapadni za daljni rat sa saveznicima.
1917. u Rusiji su izbile dvije revolucije u kojima je srušeno carstvo i uspostavljen komunistički režim pod vodstvom Vladimira Lenjina. Kako je imao previše unutarnjih problema, Lenjin je odlučio zaustaviti pohod na Njemačku i Austro-Ugarsku i preusmjeriti vojne snage u borbu protiv unutrašnjih neprijetalja, carevih pristaša. 1918. u mirovnom ugovoru u Brest-Litovsku, komunistička vlast Rusije dala je ogromnu količinu teritorija na raspolaganje Njemačkoj samo da bi što prije okončali rat na istočnom frontu. To uključuje današnje pribaltičke zemlje (Estoniju, Litvu i Latviju), Ukrajinu i Bjelorusiju. Naravno mirovni ugovor je stavio Njemačku u povoljan položaj. Ne samo što je ogromna količina teritorija dana Njemačkoj i što su Rusi uz to i morali platiti ratnu otštetu Njemačkoj, nego su Nijemci mogli prebaciti veliki broj vojnika na zapadni front i posvetiti se ratu s ostatkom Antante.
Na kolonijalnom bojištu, njemački rezultati su bili izmjenjivi. Mnogo njemačkih kolonija palo je u ruke britanske i francuske vojske. Međutim u Njemačkoj Istočnoj Africi, impresivan pohod vodio general Paul Emil von Lettow-Vorbeck, vođa afričkih domorodaca koji su se borili na njemačkoj strani. Lettow-Vorbeck je koristio gerilske metode napada protiv Britanaca u Keniji kao i u osvajanju portugalskog Mozambika kako bi dobio više zemlje i zaliha hrane i oružja za njegove vojnike. Nakon rata njegova vojska je bila jedina kojoj je dopuštena pobjednička svečanost ispod Brandenburških vrata.
Bez obzira na uspjeh na istočnom bojištu 1918., Njemačka nije napredovala na zapadnom bojištu zbog tri razloga. Prvi je bio dužina dugotrajnog i napornog rata, naime njemački vojnici su konstantno bili na bojištu, boreći se bez vjere u pobjedu Njemačke. Drugi razlog je bio pobuna civila zbog dugotrajnog ratovanja njemačkih vojnika i smanjenja životnog standarda. Naime, nakon britanske blokade Njemačke, njemački civili bili su prisiljeni živjeti u jako lošim uvjetima. Povećale su se cijene, posebice hrane i osnovnih životnih potrepština. Počeli su brojne antiratne demostracije koje su posebno organizirali pripadnici stranaka lijevog krila kao Socijaldemokratska stranka Njemačke (SPD) i Nezavisna socijaldemokratska stranka Njemačke, koji su zahtijevali hitan završetak rata. Tijekom rata, a posebice zime 1916. – 1917., od neishranjenosti umrlo je 750 000 njemačkih civila, što je razbjesnilo njemački narod koji je svoj bijes pokazivao priključivanjem radikalnim strankama u Njemačkoj, koje su se protivili nastavku ratovanja. Treći razlog njemačkog neuspjeha je uključivanje SAD-a u rat, koji dodatno poremetio njemačke planove i potopio zadnje ideje o pobjedi Nijemaca u Prvom svjetskom ratu.
U studenom 1918. Austro-Ugarska s našla u vrlo teškoj poziciji. Untarnje revolucije, već izgubljeni rat, nezadovoljstvo potlačenih etničkih skupina uzelo je maha. Austro-Ugarska, jedini pravi saveznik Njemačke, se pod pritiskom unutrašnjih problema raspala. S druge strane njemački car Vilim II., zbog socijalističkih demonstracija koje je pokrenuo SPD, pred kraj rata abdicira s položaja njemačkog cara. Ovim njegovim činom završava era Njemačkog Carstva i počinje nova era Njemačke (Weimarske Republike) u sasvim novom društvenom uređenju.

## Vanjske poveznice
- Map of the German Empire, 1871
- German Empire: administrative subdivision and municipalities, 1900 to 1910  Arhivirana inačica izvorne stranice od 26. prosinca 2018. (Wayback Machine) (njem.)
- Das Kaiserreich - Deutsches Reich 1871-1918 (njem.)
- Germany: Heads of State: 1871-1945  Arhivirana inačica izvorne stranice od 14. svibnja 2008. (Wayback Machine)
- The New Student's Reference Work/German Empire